# Чайковский, Изяслав Аронович
Изяслав Аронович Чайковский (в Израиле — Ицхак Чайковский; 5 мая 1939, Глодяны — 12 мая 2016, Беэр-Шева) — молдавский советский и израильский физик-теоретик. Доктор физико-математических наук (1982), профессор.

## Биография
Родился в Глодянах Бельцкого уезда в семье Арона Азиковича Чайковского (1905—1984) и Яхат Ароновны Чайковской (1914—1988). Во время Великой Отечественной войны находился с матерью и старшей сестрой в эвакуации в Михайловке. Окончил физико-математический факультет Кишинёвского университета в 1961 году. С 1961 по 1991 год работал научным сотрудником Института прикладной физики Академии Наук Молдавской ССР в лаборатории физической кинтетики под руководством академика В. А. Коварского. Диссертацию кандидата физико-математических наук по теме «Некоторые вопросы рекомбинационной кинетики в полупроводниках во внешних полях» защитил в 1968 году, диссертацию доктора физико-математических наук по теме «Высокочастотные кинетические эффекты в сильно неравновесных условиях в неоднородных полупроводниках и полупроводниковых структурах» — в 1982 году.
С 1991 года — в Израиле. В 1991—1995 годах руководил научной группой в колледже Тель Хай в Тель-Хае. В 1995—2007 годах, до выхода на пенсию, был старшим научным сотрудником и профессором на кафедре математики и компьютерных наук Университета имени Бен Гуриона в Беэр-Шеве. В последние годы жизни занимался общественно-просветительской деятельностью в области диабетологии, опубликовал ряд статей и книгу по этой теме. Предложил онлайновый метод для наблюдения за состоянием больных сахарным диабетом — автоматизированную онлайновую систему слежения за состоянием больных, которая включала в себя сайт и мобильное приложение; создал для этого компанию НормаСахар.
Основные научные труды в области кинетических эффектов в полупроводниках и неоднородных структурах, распространения звуковых и электромагнитных волн в неупорядоченных системах.

## Книги
- М. Б. Гитис, И. А. Чайковский. Распространение звука в легированных полупроводниках. Кишинёв: Штиинца, 1986. — 225 с.[14]
- М. С. Ахманов, И. И. Никберг, И. А. Чайковский. Лечение диабета в XXI веке: Реальность, мифы, перспективы. СПб: Вектор, 2011. — 208 с.